# Cambalida insulana
Cambalida insulana là một loài nhện trong họ Corinnidae.
Loài này thuộc chi Cambalida. Cambalida insulana được Eugène Simon miêu tả năm 1910.